# Coelophoris
Coelophoris é um gênero de traça pertencente à família Arctiidae.